# كيم هوانج سيك
كيم هوانج سيك (بالكورية: 김황식)‏ (من مواليد 9 أغسطس 1948) هو محامي وسياسي كوري جنوبي شغل منصب رئيس وزراء البلاد من أكتوبر 2010 إلى فبراير 2013 في عهد الرئيس إي ميونغ باك. كان الرئيس السابق لمجلس التدقيق والتفتيش. كان العضو الوحيد في حكومة لي ميونغ باك الذي جاء من منطقة هونام الليبرالية.